# Grand Prix-wegrace van Frankrijk 2019
De Grand Prix-wegrace van Frankrijk 2019 was de vijfde race van het wereldkampioenschap wegrace-seizoen 2019. De race werd verreden op 19 mei 2019 op het Circuit Bugatti nabij Le Mans, Frankrijk.

## Uitslag

### MotoGP
Aleix Espargaró en Miguel Oliveira kregen een tijdstraf van respectievelijk 1,4 en 1,5 seconden omdat zij de baan afsneden en hierbij voordeel behaalden. Karel Abraham werd gediskwalificeerd omdat hij, na een val in de opwarmronde, pas van start ging in de race nadat de leider een volledige raceronde had afgelegd.
| Pos | Nr | Rijder            | Constructeur | Rondes | Tijd              | Grid | Punten |
| --- | -- | ----------------- | ------------ | ------ | ----------------- | ---- | ------ |
| 1   | 93 | Marc Márquez      | Honda        | 27     | 41:53.647         | 1    | 25     |
| 2   | 4  | Andrea Dovizioso  | Ducati       | 27     | +1.984            | 4    | 20     |
| 3   | 9  | Danilo Petrucci   | Ducati       | 27     | +2.142            | 2    | 16     |
| 4   | 43 | Jack Miller       | Ducati       | 27     | +2.940            | 3    | 13     |
| 5   | 46 | Valentino Rossi   | Yamaha       | 27     | +3.053            | 5    | 11     |
| 6   | 44 | Pol Espargaró     | KTM          | 27     | +5.935            | 12   | 10     |
| 7   | 21 | Franco Morbidelli | Yamaha       | 27     | +7.187            | 6    | 9      |
| 8   | 20 | Fabio Quartararo  | Yamaha       | 27     | +8.439            | 10   | 8      |
| 9   | 35 | Cal Crutchlow     | Honda        | 27     | +9.853            | 15   | 7      |
| 10  | 42 | Álex Rins         | Suzuki       | 27     | +13.709           | 19   | 6      |
| 11  | 99 | Jorge Lorenzo     | Honda        | 27     | +15.003           | 8    | 5      |
| 12  | 41 | Aleix Espargaró   | Aprilia      | 27     | +29.512           | 9    | 4      |
| 13  | 5  | Johann Zarco      | KTM          | 27     | +33.061           | 14   | 3      |
| 14  | 55 | Hafizh Syahrin    | KTM          | 27     | +35.481           | 21   | 2      |
| 15  | 88 | Miguel Oliveira   | KTM          | 27     | +36.044           | 16   | 1      |
| 16  | 36 | Joan Mir          | Suzuki       | 26     | +1 ronde          | 18   |        |
| DNF | 30 | Takaaki Nakagami  | Honda        | 18     | Ongeluk           | 7    |        |
| DNF | 29 | Andrea Iannone    | Aprilia      | 8      | Uitgevallen       | 22   |        |
| DNF | 12 | Maverick Viñales  | Yamaha       | 6      | Ongeluk           | 11   |        |
| DNF | 63 | Francesco Bagnaia | Ducati       | 6      | Ongeluk           | 13   |        |
| DNF | 53 | Esteve Rabat      | Ducati       | 2      | Uitgevallen       | 20   |        |
| DSQ | 17 | Karel Abraham     | Ducati       | 5      | Gediskwalificeerd | 17   |        |

### Moto2
Jake Dixon kreeg een tijdstraf van respectievelijk 1,2 seconden omdat hij de baan afsneed en hierbij voordeel behaalde.
| Pos | Nr | Rijder                | Constructeur | Rondes | Tijd        | Grid | Punten |
| --- | -- | --------------------- | ------------ | ------ | ----------- | ---- | ------ |
| 1   | 73 | Álex Márquez          | Kalex        | 25     | 40:36.428   | 3    | 25     |
| 2   | 9  | Jorge Navarro         | Speed Up     | 25     | +1.119      | 1    | 20     |
| 3   | 40 | Augusto Fernández     | Kalex        | 25     | +1.800      | 14   | 16     |
| 4   | 41 | Brad Binder           | KTM          | 25     | +6.015      | 8    | 13     |
| 5   | 97 | Xavi Vierge           | Kalex        | 25     | +7.057      | 5    | 11     |
| 6   | 12 | Thomas Lüthi          | Kalex        | 25     | +9.401      | 2    | 10     |
| 7   | 33 | Enea Bastianini       | Kalex        | 25     | +10.095     | 16   | 9      |
| 8   | 23 | Marcel Schrötter      | Kalex        | 25     | +10.475     | 10   | 8      |
| 9   | 27 | Iker Lecuona          | KTM          | 25     | +11.246     | 22   | 7      |
| 10  | 11 | Nicolò Bulega         | Kalex        | 25     | +17.112     | 15   | 6      |
| 11  | 45 | Tetsuta Nagashima     | Kalex        | 25     | +18.537     | 31   | 5      |
| 12  | 21 | Fabio Di Giannantonio | Speed Up     | 25     | +19.817     | 20   | 4      |
| 13  | 10 | Luca Marini           | Kalex        | 25     | +27.815     | 19   | 3      |
| 14  | 16 | Joe Roberts           | KTM          | 25     | +27.888     | 29   | 2      |
| 15  | 62 | Stefano Manzi         | MV Agusta    | 25     | +49.139     | 24   | 1      |
| 16  | 3  | Lukas Tulovic         | KTM          | 25     | +50.800     | 9    |        |
| 17  | 96 | Jake Dixon            | KTM          | 25     | +51.688     | 11   |        |
| 18  | 72 | Marco Bezzecchi       | KTM          | 25     | +53.223     | 27   |        |
| 19  | 65 | Philipp Öttl          | KTM          | 25     | +1:00.859   | 32   |        |
| 20  | 88 | Jorge Martín          | KTM          | 25     | +1:03.717   | 13   |        |
| DNF | 77 | Dominique Aegerter    | MV Agusta    | 24     | Ongeluk     | 25   |        |
| DNF | 20 | Dimas Ekky Pratama    | Kalex        | 21     | Ongeluk     | 28   |        |
| DNF | 18 | Xavier Cardelús       | KTM          | 20     | Uitgevallen | 30   |        |
| DNF | 87 | Remy Gardner          | Kalex        | 13     | Ongeluk     | 12   |        |
| DNF | 4  | Steven Odendaal       | NTS          | 12     | Ongeluk     | 21   |        |
| DNF | 64 | Bo Bendsneyder        | NTS          | 12     | Uitgevallen | 17   |        |
| DNF | 24 | Simone Corsi          | Kalex        | 9      | Ongeluk     | 18   |        |
| DNF | 22 | Sam Lowes             | Kalex        | 8      | Ongeluk     | 26   |        |
| DNF | 35 | Somkiat Chantra       | Kalex        | 8      | Ongeluk     | 23   |        |
| DNF | 7  | Lorenzo Baldassarri   | Kalex        | 1      | Ongeluk     | 7    |        |
| DNF | 54 | Mattia Pasini         | Kalex        | 1      | Ongeluk     | 4    |        |
| DNF | 5  | Andrea Locatelli      | Kalex        | 0      | Ongeluk     | 6    |        |

### Moto3
Jaume Masiá en Tom Booth-Amos kregen een tijdstraf van respectievelijk 2,2 en 3,9 seconden omdat zij de baan afsneden en hierbij voordeel behaalden.
| Pos | Nr | Rijder              | Constructeur | Rondes | Tijd        | Grid | Punten |
| --- | -- | ------------------- | ------------ | ------ | ----------- | ---- | ------ |
| 1   | 17 | John McPhee         | Honda        | 22     | 37:48.689   | 1    | 25     |
| 2   | 48 | Lorenzo Dalla Porta | Honda        | 22     | +0.106      | 13   | 20     |
| 3   | 44 | Arón Canet          | KTM          | 22     | +0.757      | 12   | 16     |
| 4   | 19 | Gabriel Rodrigo     | Honda        | 22     | +0.978      | 5    | 13     |
| 5   | 16 | Andrea Migno        | KTM          | 22     | +1.201      | 9    | 11     |
| 6   | 27 | Kaito Toba          | Honda        | 22     | +1.410      | 8    | 10     |
| 7   | 13 | Celestino Vietti    | KTM          | 22     | +1.451      | 19   | 9      |
| 8   | 22 | Kazuki Masaki       | KTM          | 22     | +1.636      | 15   | 8      |
| 9   | 84 | Jakub Kornfeil      | KTM          | 22     | +1.848      | 21   | 7      |
| 10  | 25 | Raúl Fernández      | KTM          | 22     | +2.049      | 20   | 6      |
| 11  | 75 | Albert Arenas       | KTM          | 22     | +2.663      | 14   | 5      |
| 12  | 5  | Jaume Masiá         | KTM          | 22     | +3.748      | 23   | 4      |
| 13  | 76 | Makar Yurchenko     | KTM          | 22     | +11.812     | 10   | 3      |
| 14  | 71 | Ayumu Sasaki        | Honda        | 22     | +11.896     | 24   | 2      |
| 15  | 12 | Filip Salač         | KTM          | 22     | +30.511     | 18   | 1      |
| 16  | 61 | Can Öncü            | KTM          | 22     | +32.544     | 27   |        |
| 17  | 69 | Tom Booth-Amos      | KTM          | 22     | +40.026     | 28   |        |
| DNF | 7  | Dennis Foggia       | KTM          | 17     | Ongeluk     | 16   |        |
| DNF | 21 | Alonso López        | Honda        | 17     | Ongeluk     | 17   |        |
| DNF | 24 | Tatsuki Suzuki      | Honda        | 17     | Uitgevallen | 4    |        |
| DNF | 14 | Tony Arbolino       | Honda        | 16     | Ongeluk     | 2    |        |
| DNF | 77 | Vicente Pérez       | KTM          | 15     | Ongeluk     | 25   |        |
| DNF | 23 | Niccolò Antonelli   | Honda        | 14     | Ongeluk     | 7    |        |
| DNF | 55 | Romano Fenati       | Honda        | 9      | Uitgevallen | 11   |        |
| DNF | 42 | Marcos Ramírez      | Honda        | 7      | Ongeluk     | 6    |        |
| DNF | 54 | Riccardo Rossi      | Honda        | 6      | Ongeluk     | 26   |        |
| DNF | 40 | Darryn Binder       | KTM          | 1      | Ongeluk     | 29   |        |
| DNF | 79 | Ai Ogura            | Honda        | 0      | Ongeluk     | 3    |        |
| DNF | 11 | Sergio García       | Honda        | 0      | Ongeluk     | 22   |        |

## Tussenstand na wedstrijd

### MotoGP
| Pos | Nr | Rijder           | Team   | Punten |
| --- | -- | ---------------- | ------ | ------ |
| 1   | 93 | Marc Márquez     | Honda  | 95     |
| 2   | 4  | Andrea Dovizioso | Ducati | 87     |
| 3   | 42 | Álex Rins        | Suzuki | 75     |
| 4   | 46 | Valentino Rossi  | Yamaha | 72     |
| 5   | 9  | Danilo Petrucci  | Ducati | 57     |

### Moto2
| Pos | Nr | Rijder              | Team     | Punten |
| --- | -- | ------------------- | -------- | ------ |
| 1   | 7  | Lorenzo Baldassarri | Kalex    | 75     |
| 2   | 12 | Thomas Lüthi        | Kalex    | 68     |
| 3   | 9  | Jorge Navarro       | Speed Up | 64     |
| 4   | 73 | Álex Márquez        | Kalex    | 61     |
| 5   | 23 | Marcel Schrötter    | Kalex    | 56     |

### Moto3
| Pos | Nr | Rijder              | Team  | Punten |
| --- | -- | ------------------- | ----- | ------ |
| 1   | 44 | Arón Canet          | KTM   | 74     |
| 2   | 48 | Lorenzo Dalla Porta | Honda | 60     |
| 3   | 23 | Niccolò Antonelli   | Honda | 57     |
| 4   | 27 | Kaito Toba          | Honda | 51     |
| 5   | 5  | Jaume Masiá         | KTM   | 49     |

1920 · 1921 · 1922 · 1923 · 1924 · 1925 · 1926 · 1927 · 1928 · 1929 · 1930 · 1931 · 1932 · 1933 · 1935 · 1936 · 1937 · 1938 · 1939 · 1949 · 1951 ·  1953 · 1954 · 1955 · 1958 · 1959 · 1960 · 1961 · 1962 · 1963 · 1964 · 1965 · 1966 · 1967 · 1969 · 1970 · 1972 · 1973 · 1974 · 1975 · 1976 · 1977 · 1978 · 1979 · 1980 · 1981 · 1982 · 1983 · 1984 · 1985 · 1986 · 1987 · 1988 · 1989 · 1990 · 1991 · 1992 · 1994 · 1995 · 1996 · 1997 · 1998 · 1999 · 2000 · 2001 · 2002 · 2003 · 2004 · 2005 · 2006 · 2007 · 2008 · 2009 · 2010 · 2011 · 2012 · 2013 · 2014 · 2015 · 2016 · 2017 · 2018 · 2019 · 2020 · 2021 · 2022 · 2023 · 2024 · 2025